# Lupeosaurus
Lupeosaurus es un género extinto de sinápsidos pelicosaurios perteneciente a la familia Edaphosauridae. 
Se conoce solo a partir de dos especímenes, ambos consistentes en fragmentos del postcráneo. Posiblemente medía unos 60 cm de largo y pesaba unos 20 kilos. Las costillas sugieren que era más delgado que Edaphosaurus y por ello no era un herbívoro por completo adaptado. De otras parte, tenía un tamaño en el límite superior para los insectívoros en una época donde estos no habían evolucionado lo suficiente para construir colonias. Lo poco conocido acerca de sus miembros sugieren que eran demasiado grandes para un edafosaurio avanzado. Los miembros robustos, combinados con su supuesta delgadez, lo convertía en un posible carnívoro.